# Station Mędrzechów
Station Mędrzechów is een spoorwegstation in de Poolse plaats Mędrzechów.